# Metjendorf
Metjendorf ist ein Ortsteil der Gemeinde Wiefelstede im Landkreis Ammerland in Niedersachsen und grenzt direkt an die kreisfreie Stadt Oldenburg. Metjendorf liegt in der Region Weser-Ems.
Das einstige Dorf entwickelte sich im Zuge der Urbanisierung zu einem Vorort der Stadt Oldenburg.

## Geschichte
Die Gründung und Namensgebung geht zurück auf Mettken Gerdes, der an der Kreuzung Friesischer Heerweg und dem Postweg von Hamburg nach Ostfriesland ein Gasthaus gründete. Dieses wird erstmals 1617 erwähnt mit der Anmerkung, dass "an der Wegkreuzung ein kleines ärmliches Herbergshaus besteht, dessen Eigentümer darin eine Krügerei betreibt". Aus dem Namen Mettken wurde im Plattdeutschen Metjen.
1734 gab es in der Bauerschaft Metjendorf 52 Wohnhäuser.
Früher gehörte der Ort zur Landgemeinde Oldenburg. 1924 wurde es Bestandteil der neugebildeten Gemeinde Ofen. Als diese 1933 im Zuge der Oldenburgischen Verwaltungsreform wieder aufgelöst wurde, schlug man Metjendorf nicht wie Ofen zur Gemeinde Bad Zwischenahn, sondern zur Gemeinde Wiefelstede, weil der Ort durch den Bau des Oldenburger Fliegerhorstes räumlich vom Rest der Gemeinde getrennt wurde. Die Einwohnerzahl ist in den letzten Jahren durch Baugebietserschließungen rasant angestiegen. Der Ort gilt und erscheint eher als „Schlafstadt“ vor Oldenburg ohne eigene Dynamik.

## Vereinsleben
Größter Verein vor Ort ist der TV Metjendorf mit mehr als 1000 Mitgliedern. Aber auch z. B. die Freiwillige Feuerwehr Metjendorf, der Ortsbürgerverein, die AWO Metjendorf, der Schützenverein, die 3D-Archers (traditioneller Bogensportverein) oder der Heinrich-Kunst-Verein (gegründet im Andenken an den hier ansässigen niederdeutschen Bühnenschauspieler) geben diesem Ortsteil von Wiefelstede ein Miteinander im Zusammenleben und viele Möglichkeiten in Sachen Freizeit und Kultur.
Im Jahr 2012 wurde aus dem kommunalen Jugend- und Begegnungshaus CASA ein Mehrgenerationenhaus in Metjendorf, so dass es hier seitdem eine Stätte der Begegnung für Freizeit, Bildung, Kultur und Gemeinschaft für alle Generationen gibt. Angrenzend befindet sich ein weitläufiger Spielplatz mit Skate-Rampen und einem DFB-Minispielfeld.

## Verkehr
Die Siedlungsgebiete Metjendorfs werden durch drei verschiedene Buslinien der Oldenburger Verkehr und Wasser GmbH (VWG) mit der Oldenburger Innenstadt verbunden: die Linien 301 und 313 fahren zur Endhaltestelle „Ofenerfeld“ in der Ofenerfelder Straße; die 301 fährt über Ammerlandstraße und Am Stadtrand und die 313 fährt über Alexanderstraße und Metjendorfer Landstraße. Die Linie 330 fährt aus Drielake kommend über die Metjendorfer Landstraße bis zur Endhaltestelle „Klattenhofstraße“ in Conneforde.

## Kirchengemeinde Ofen
Metjendorf bildet mit Ofen die gemeinsame evangelische Kirchengemeinde Ofen. Gottesdienste finden in der alten Kirche in Ofen und im Gemeindezentrum Metjendorf statt.